# Placówka Straży Granicznej w Chłopiatynie
Placówka Straży Granicznej w Chłopiatynie – graniczna jednostka organizacyjna Straży Granicznej realizująca zadania w ochronie granicy państwowej z Ukrainą.

## Formowanie i zmiany organizacyjne
Placówka Straży Granicznej w Chłopiatynie (PSG w Chłopiatynie) z siedzibą w Chłopiatynie, została powołana 24 sierpnia 2005 roku Ustawą z 22 kwietnia 2005 roku O zmianie ustawy o Straży Granicznej..., w strukturach Nadbużańskiego Oddziału Straży Granicznej w Chełmie z przemianowania dotychczas funkcjonującej Strażnicy Straży Granicznej w Chłopiatynie (Strażnica SG w Chłopiatynie). Znacznie rozszerzono także uprawnienia komendantów, m.in. w zakresie działań podejmowanych wobec cudzoziemców przebywających na terytorium RP.
Z końcem 2005 roku odeszli ze służby ostatni funkcjonariusze służby kandydackiej. Było to możliwe dzięki intensywnie realizowanemu programowi uzawodowienia, w ramach którego w latach 2001–2006 przyjęto do NOSG 1280 funkcjonariuszy służby przygotowawczej.
31 grudnia 2010 roku w placówce służbę pełniło 38 funkcjonariuszy.

## Ochrona granicy
PSG w Chłopiatynie ochrania wyłącznie lądowy odcinek granicy państwowej z Ukrainą o długości ok. 20 kilometrów. Współpracuje z Policją, poprzez wspomaganie się i uzupełnianie, prowadzenie wspólnych patroli, a także samodzielnie. Wspólne działania w terenie mają zazwyczaj charakter prewencyjny. Ponadto współdziała z Urzędem Celnym, poprzez kontrolowanie i wyłapywanie towarów bez znaków polskiej akcyzy.
W ramach Systemu Wież Obserwacyjnych Straży Granicznej (SWO SG), 15 grudnia 2009 roku na odcinku placówki została oddana do użytku wieża obserwacyjna SWO do ochrony powierzonego odcinka granicy państwowej.
W lutym 2019 roku placówka otrzymała na wyposażenie do ochrony granicy specjalistyczny pojazd obserwacyjny tzw. PJN.

### Terytorialny zasięg działania
Stan z 1 września 2021
- Od znaku granicznego nr 700 do znaku granicznego nr 766.
- Linia rozgraniczenia z:

1. Placówką Straży Granicznej w Dołhobyczowie: włącznie znak graniczny nr 766 dalej Liwcze, wyłącznie Kościaszyn, dalej granicą gmin Dołhobyczów i Telatyn, Mircze i Telatyn, Mircze i Łaszczów, Tyszowce i Łaszczów.
2. Placówką Straży Granicznej w Lubyczy Królewskiej: wyłącznie znak graniczny nr 700, dalej Korczmin, wyłącznie PGR Korczmin, PGR Krzewica, Rzeplin, Kolonia Rzeplin, wyłącznie Zachajek, dalej granicą gmin Telatyn i Ulhówek, Telatyn i Łaszczów, rzeką Kmiczynką do granicy gmin Łaszczów i Tyszowce.

Stan z 30 grudnia 2014
Obszar służbowej działalności placówki SG położony był w powiatach hrubieszowskim, z częścią gminy Dołhobyczów i tomaszowskim z całą gminą Telatyn oraz częściami gmin Ulhówek i Łaszczów.
Stan z 1 sierpnia 2011
Placówka SG w Chłopiatynie ochraniała odcinek granicy państwowej:
- Od znaku granicznego nr 700 do znaku granicznego nr 766.
- Linia rozgraniczenia z:

1. Placówką Straży Granicznej w Dołhobyczowie: włącznie znak graniczny nr 766, dalej Liwcze, wyłącznie Kościaszyn, dalej granicą gmin Dołhobyczów i Mircze oraz Telatyn i Łaszczów.
2. Placówką Straży Granicznej w Łaszczowie: wyłącznie znak graniczny nr 700, dalej Korczmin, wyłącznie PGR Korczmin, PGR Krzewica, Rzeplin, Kolonia Rzeplin, wyłącznie Zachajek, dalej granicą gmin Telatyn oraz Ulhówek i Łaszczów, rzeka Kmiczynka do granicy gmin Łaszczów oraz Tyszowce.

## Wydarzenia
- 2014 – luty, w związku z atakiem zimy i wysokimi opadami śniegu, patrol PSG w Chłopiatynie odnalazł zaginioną mieszkankę Białegostoku, która wyszła do sklepu i ze względu na panujące warunki atmosferyczne nie była w stanie wrócić do miejsca zamieszkania. Ponadto realizując swoje czynności służbowe przy użyciu skutera śnieżnego załoga dostarczała odciętym od świata mieszkańcom przygranicznych miejscowości: Nowosiółki, Żniatyn i Liwcze artykuły żywnościowe oraz lekarstwa[10].

## Placówki sąsiednie
- Placówka SG w Dołhobyczowie ⇔ Placówka SG w Łaszczowie – 01.08.2011[9]
- Placówka SG w Dołhobyczowie ⇔ Placówka SG w Łaszczowie z siedzibą w Lubyczy Królewskiej – 01.02.2012[11]
- Placówka SG w Dołhobyczowie ⇔ Placówka SG w Lubyczy Królewskiej – 01.05.2014[12].

## Komendanci placówki
- ppłk SG Franciszek Tymbel (był 22.04.2010[4]–10.02.2012[13])
- mjr SG/ppłk SG Sebastian Hałasa (11.02.2012[4]–był 10.01.2014[14])
- kpt. SG Grzegorz Buczek (był w 2015)[15]
- mjr SG Ernest Gałczyński[1].